# شكر أباد (بشتكوه)
شکر أباد (بالفارسية: شکرآباد) هي قرية تقع في إيران في Poshtkuh Rural District. يقدر عدد سكانها بـ 241 نسمة .